# Núi Naeba

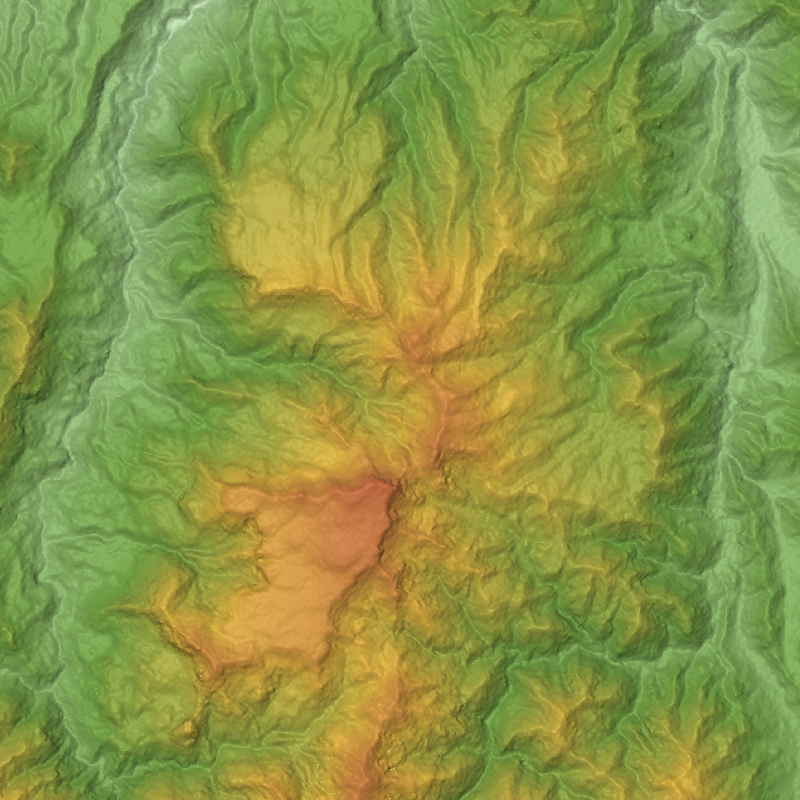
Bản đồ địa hình nổi của núi lửi Naeba

Núi Naeba (苗場山 Naeba-san) là một núi lửa dạng tầng nằm trên biên giới hai tỉnh Nagano và Niigata miền trung đảo Honshū, Nhật. Núi nằm cách 200 km (124 mi) từ Tokyo. Núi lửa hoạt động khoảng 200,000 và 800,000 năm về trước. Núi được tạo nên từ đá andesit chủ yếu.